# Wanju
Der Landkreis Wanju (kor. 완주군, Wanju-gun) befindet sich in der Provinz Jeollabuk-do. Der Verwaltungssitz befindet sich in der Stadt Jeonju.

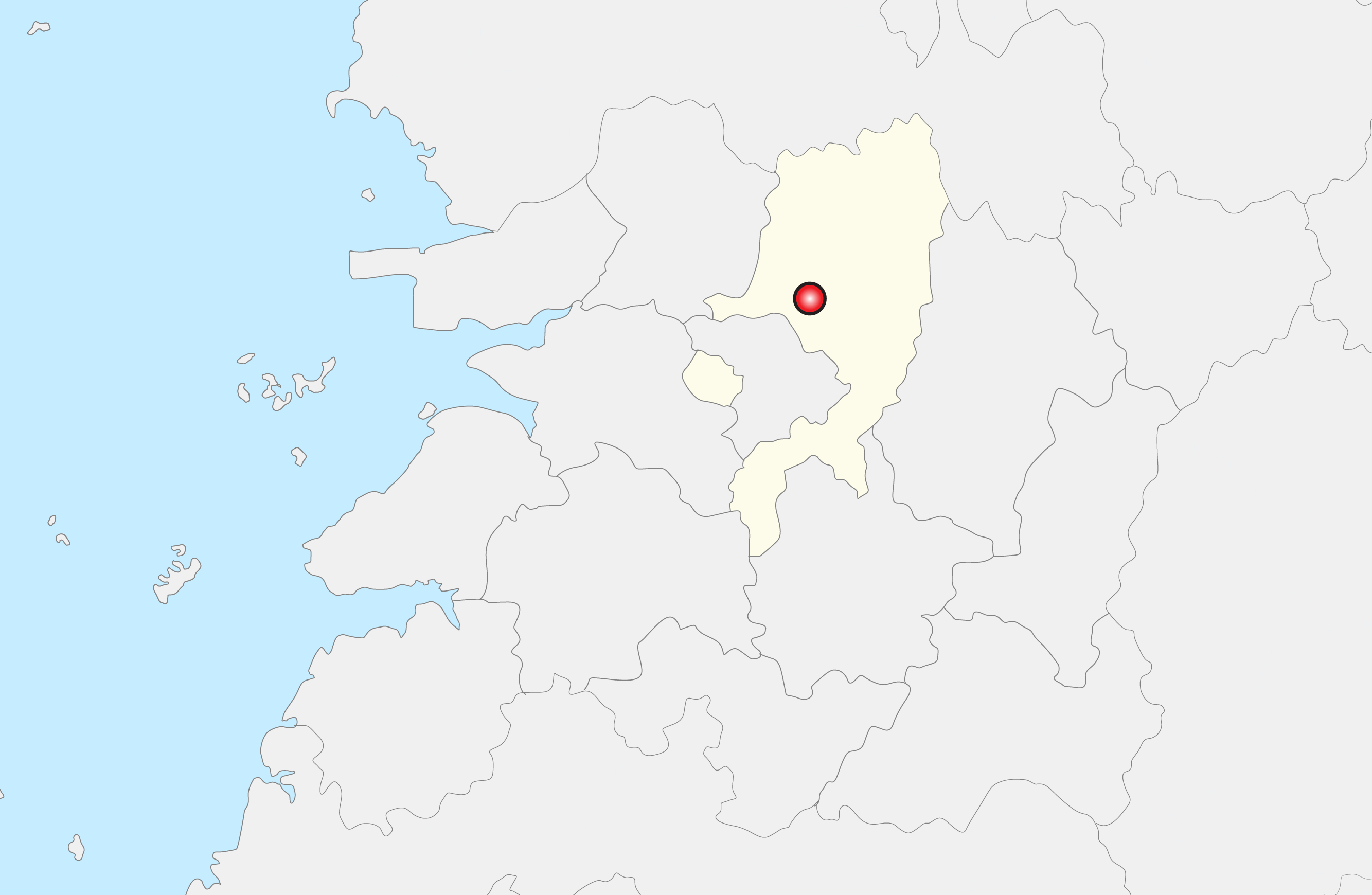
Lage des Landkreises in der Provinz Jeollabuk-do

Im Landkreis befinden sich der Daedunsan Provinzpark mit dem 878 m hohen Gipfel Macheondae. Weitere Berge sind der Unjangsan (1126 m) und der Moaksan (794 m).
Bekannte Tempel sind 

- der 1622 erbaute Songgwangsa, der für seine fein gemalte Fresken in der Haupthalle bekannt ist,

- der Hwaamsa (erbaut im Jahr 650)

- der 604 gegründete Tempel Wibongsa, der sich in der Festungsruine Wibong befindet, von der nur noch Mauerreste erhalten sind.
Über den Landkreis sind die Wasserspeicher Gyeongcheon, Dongsang und der Dae-a verteilt, wobei letzterer die Städte Gunsan, Iksan und Jeonju mit Trinkwasser versorgt.
Die heißen Quellen von Jungnim haben innerhalb Südkoreas das schwefelhaltigste Wasser.

## Symbole
Jeder südkoreanische Landkreis hat bestimmte Symbole. Der Landkreis Wanju hat folgende Symbole:
- Baum: Zelkova
- Blume: königliche Azalee
- Vogel: Elster

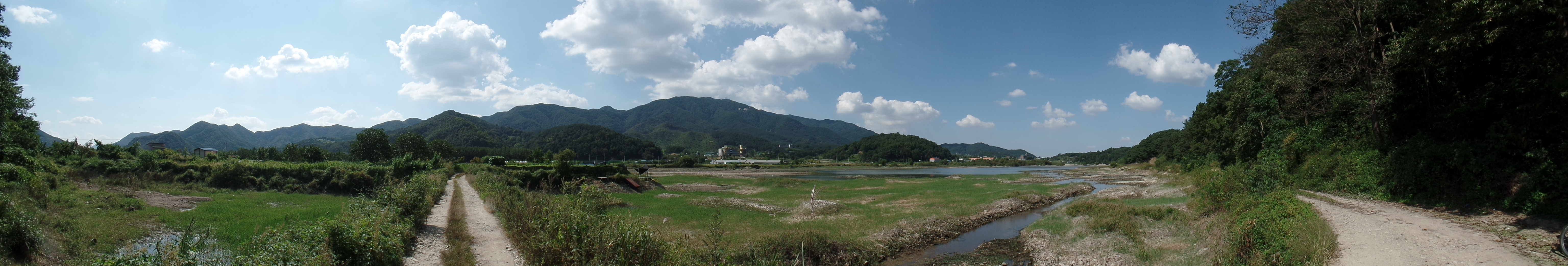
Wanju county (In Gui near Gui Lake outside Jeonju - September, 2014).
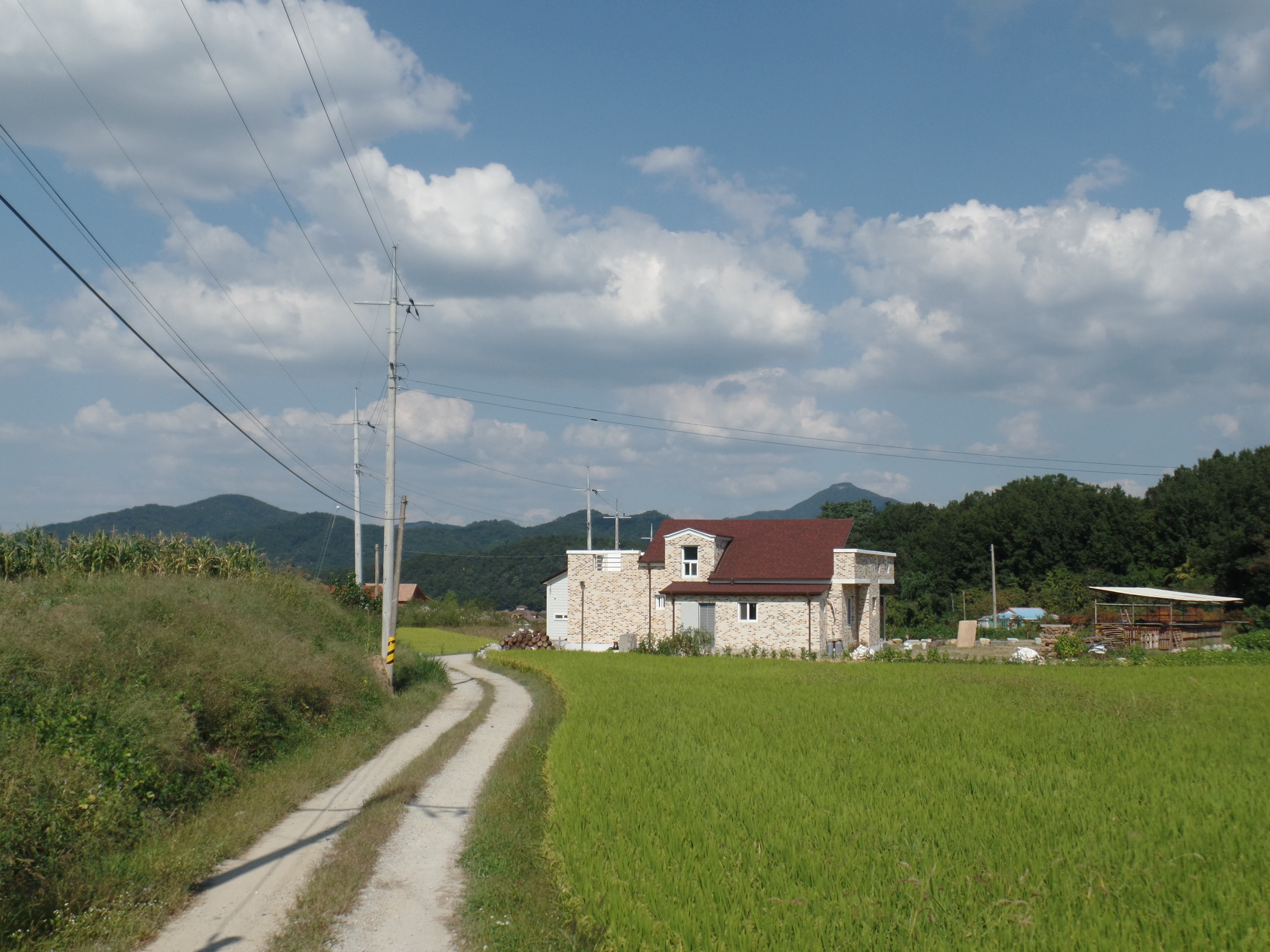
Wanju county housing development near Gui Lake - September, 2014.
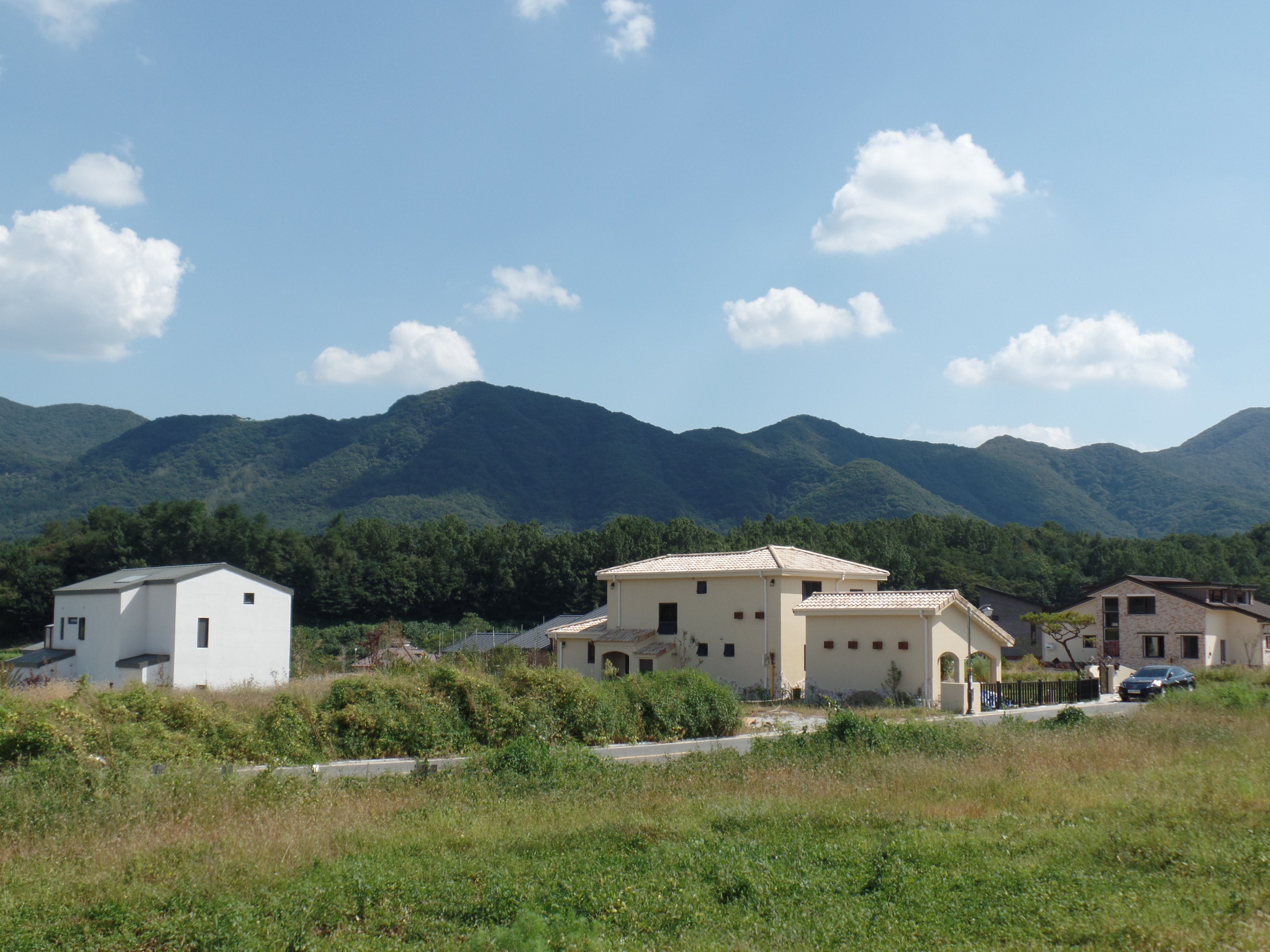
Wanju county housing development near Gui Lake - September, 2014.
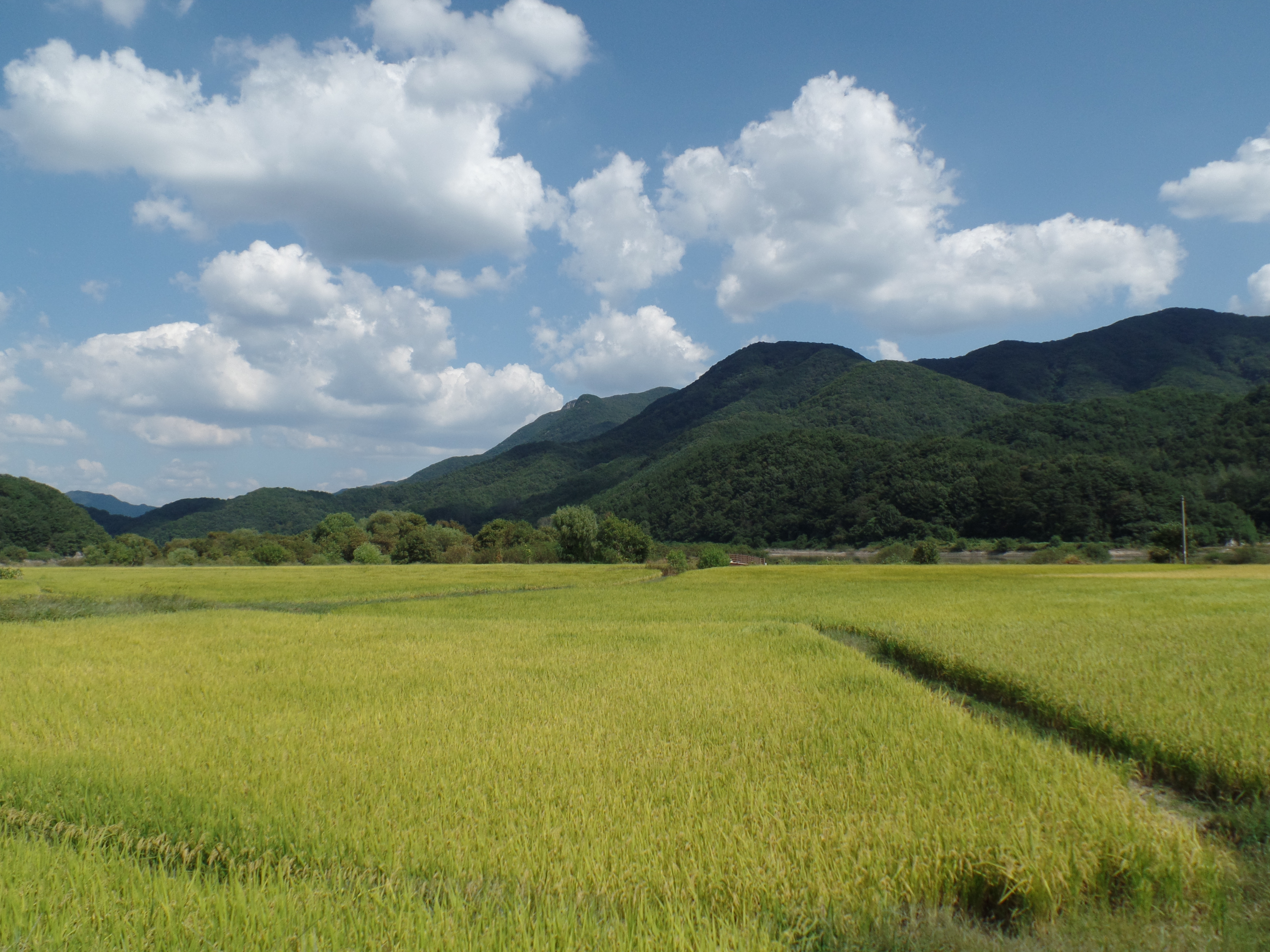
Autumn rice fields ready for harvesting - Wanju county near Gui Lake.  September, 2014.
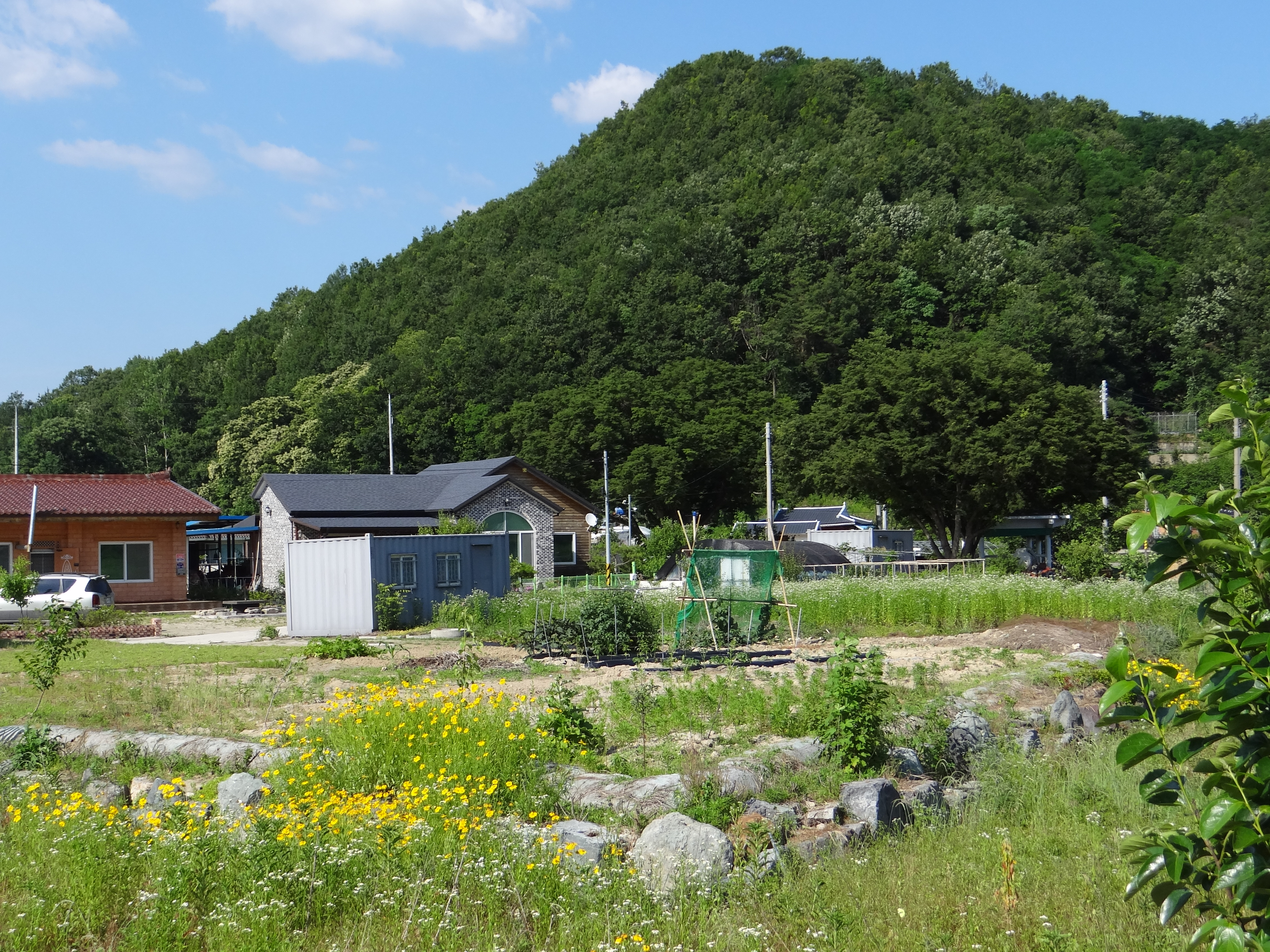
Wanju (Gui), South Korea - Juni 2016.
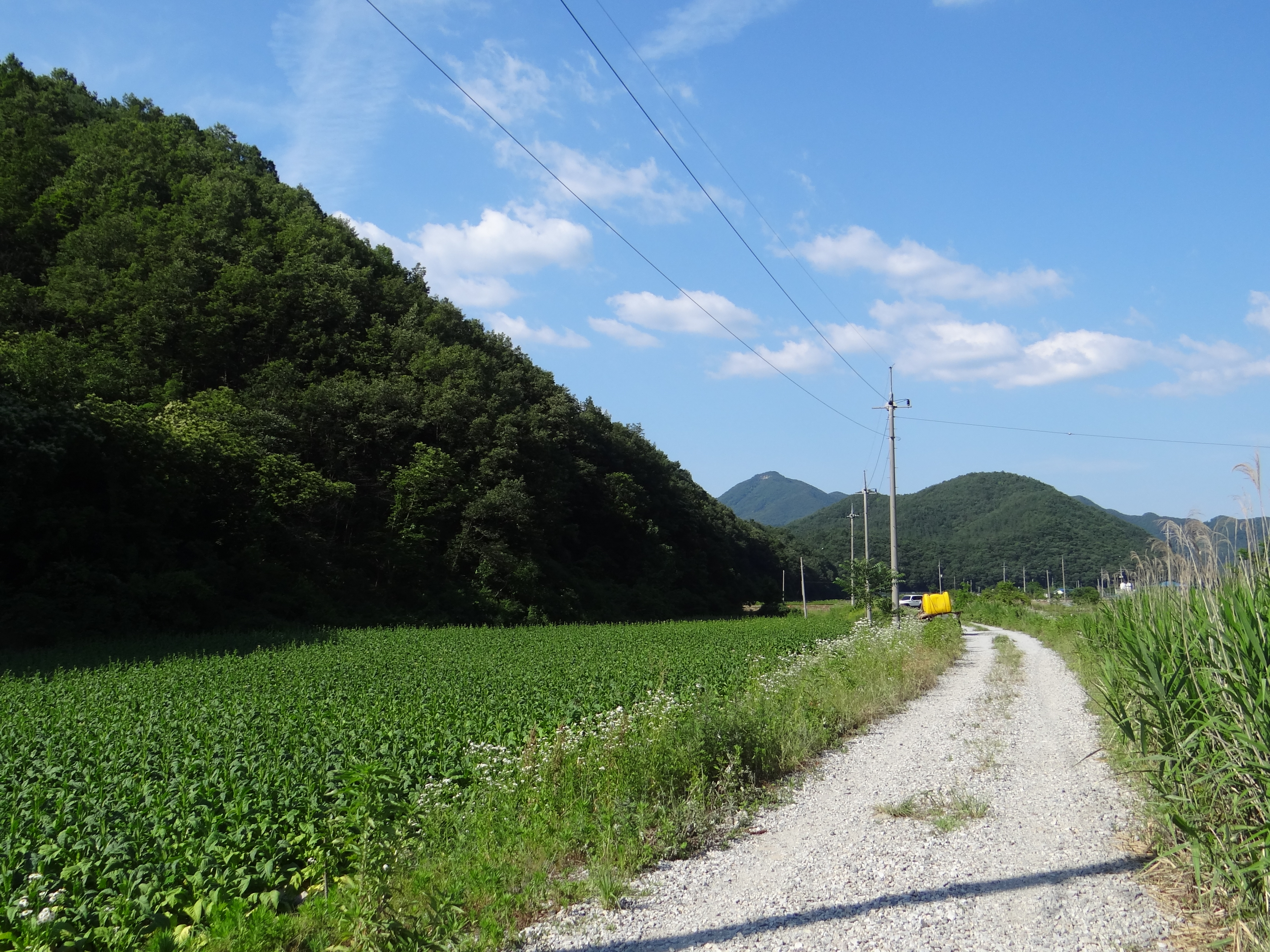
Wanju (Gui), South Korea - Juni 2016.